# Elías el Joven
Elía de Enna, nacido Giovanni Rachites (ίωάννης ῥαχίτης) (Enna, 822-823 - Salónica, 17 de agosto de 903), venerado como santo por la Iglesia católica y la Iglesia Ortodoxa. Elías es también conocido como San Elías hijo, el menor o San Elías el Joven, para distinguirlo del profeta bíblico Elías. Vivió en el siglo IX una vida muy aventurera y fue el protagonista de repetidos altibajos. 

## Biografía
A causa de la conquista musulmana de Sicilia, Giovanni debió abandonar la ciudad de Enna, conquistada por los sarracenos en 859, a pesar de su fortaleza como bastión militar. Los árabes lograron encarcelar a Elías, que fue llevado a Ifriqiya para ser vendido como esclavo. Después de conseguir su libertad, Elías decidió predicar el Evangelio, con riesgo de su propia vida, y cuando llegó a Palestina, recibió el hábito monástico del Patriarca de Jerusalén. Tras tres años en un monasterio de Sinaí, el hermano Elías emprendió una serie de viajes, yendo primero a Alejandría en Egipto, y luego a Persia, Antioquía y de nuevo a África. Después del 878 Siracusa también cayó en manos árabes. Elías volvió a la isla, donde encontró a su anciana madre en Palermo. En Taormina encontró a Daniel, su nuevo discípulo. Marchando al norte, Elías vivió en Calabria, donde en el año 884 fundó un monasterio, que más tarde recibió su nombre. Las posteriores invasiones árabes le obligaron a partir hacia Patras en Grecia, y luego a Santa Catalina en Aspromonte. Entonces, Elías fue en peregrinación a Roma.
Las aventuras, las maravillas y la gran obra de evangelización que Elías había hecho en tres continentes extendieron su fama a Constantinopla, donde el emperador bizantino León VI le invitó a visitarle. Elías, sin embargo, tenía ya setenta años, y a pesar de que había comenzado el viaje a Constantinopla, cayó enfermo y murió en Salónica, cerca de su meta. Su compañero y amigo más fiel, el monje Daniel, le enterró en el monasterio de Monte Aulinas, en Palmi, fundada por el santo. 

## Los lugares de culto dedicados al santo
En Italia está dedicada al santo de Enna las siguientes iglesias:
- Iglesia de San Elías en Palmi;
- Monasterio ortodoxo de los Santos de Elías y Filaret en Seminara;
- Iglesia de Sant'Elia en Reggio Calabria.